# League Cup 1966/67
Der League Cup 1966/67 war die 7. Austragung des Football League Cup (meist nur als League Cup bekannt).
Am Pokalwettbewerb, der am 23. August 1966 für die 92 englischen Spitzenvereine begann, nahmen letztlich 90 Mannschaften teil und wurde in den ersten fünf Runden im K.-o.-System über eine Partie und im Halbfinale über Hin- und Rückspiel entschieden. Es war die erste Ligapokalsaison für den FC Arsenal, Tottenham Hotspur und die Wolverhampton Wanderers, während der FC Everton und der FC Liverpool eine Teilnahme weiter ablehnten. Das Finale, das am 4. März 1967 erstmals in nur einem Spiel im neutralen Wembley-Stadion ausgetragen wurde, entschied der Drittligist Queens Park Rangers mit 3:2 Toren für sich. Unterlegener Finalist war West Bromwich Albion.

## Wettbewerb

### Erste Runde
Zur ersten Runde traten die Vereine an, die im Vorjahr ab Platz 19 und abwärts die Zweitligasaison 1965/66 abgeschlossen hatten, dazu alle 48 Vereine aus der Drittligasaison 1965/66 und der Viertligasaison 1965/66.
| Datum           |                        | Ergebnis |                        |
| --------------- | ---------------------- | -------- | ---------------------- |
| 23. August 1966 | Bradford Park Avenue   | 2:2      | Hartlepool United      |
| 23. August 1966 | FC Bury                | 2:0      | AFC Rochdale           |
| 23. August 1966 | Halifax Town           | 0:0      | FC Darlington          |
| 23. August 1966 | Port Vale              | 1:3      | FC Walsall             |
| 23. August 1966 | Queens Park Rangers    | 5:0      | Colchester United      |
| 23. August 1966 | FC Watford             | 1:1      | FC Reading             |
| 24. August 1966 | FC Aldershot           | 2:2      | Luton Town             |
| 24. August 1966 | FC Barnsley            | 1:2      | Grimsby Town           |
| 24. August 1966 | AFC Barrow             | 2:1      | Oldham Athletic        |
| 24. August 1966 | Bradford City          | 1:1      | Doncaster Rovers       |
| 24. August 1966 | Brentford              | 0:0      | FC Millwall            |
| 24. August 1966 | Brighton & Hove Albion | 1:0      | Leyton Orient          |
| 24. August 1966 | Cardiff City           | 1:0      | Bristol Rovers         |
| 24. August 1966 | Chester City           | 2:5      | Tranmere Rovers        |
| 24. August 1966 | FC Chesterfield        | 2:1      | Scunthorpe United      |
| 24. August 1966 | Crewe Alexandra        | 1:0      | Stockport County       |
| 24. August 1966 | Exeter City            | 2:2      | Torquay United         |
| 24. August 1966 | Lincoln City           | 1:0      | Hull City              |
| 24. August 1966 | FC Middlesbrough       | 0:0      | York City              |
| 24. August 1966 | Newport County         | 1:2      | Swansea Town           |
| 24. August 1966 | Notts County           | 1:1      | Mansfield Town         |
| 24. August 1966 | Peterborough United    | 2:1      | Oxford United          |
| 24. August 1966 | Shrewsbury Town        | 6:1      | AFC Wrexham            |
| 24. August 1966 | Southend United        | 0:0      | FC Gillingham          |
| 24. August 1966 | FC Southport           | 0:1      | AFC Workington         |
| 24. August 1966 | Swindon Town           | 2:1      | Bournemouth & Boscombe |

#### Wiederholungsspiele
| Datum           |                   | Ergebnis |                      |
| --------------- | ----------------- | -------- | -------------------- |
| 29. August 1966 | FC Darlington     | 4:0      | Halifax Town         |
| 29. August 1966 | Luton Town        | 1:2      | FC Aldershot         |
| 29. August 1966 | Mansfield Town    | 3:0      | Notts County         |
| 29. August 1966 | FC Millwall       | 0:1      | FC Brentford         |
| 29. August 1966 | FC Reading        | 1:0      | FC Watford           |
| 29. August 1966 | York City         | 2:1      | FC Middlesbrough     |
| 30. August 1966 | Doncaster Rovers  | 5:2      | Bradford City        |
| 31. August 1966 | FC Gillingham     | 2:0      | Southend United      |
| 31. August 1966 | Hartlepool United | 1:2      | Bradford Park Avenue |
| 31. August 1966 | Torquay United    | 1:2      | Exeter City          |

### Zweite Runde
Aus der obersten englischen Spielklasse waren weitere 22 Vereine plus die ersten 18 Zweitligamannschaften der Vorsaison für die zweite Runde gesetzt. Von den nunmehr 66 Teilnehmern traten jedoch nur 64 Vereine zur zweiten Runde an.
| Datum              |                         | Ergebnis |                        |
| ------------------ | ----------------------- | -------- | ---------------------- |
| 13. September 1966 | FC Arsenal              | 1:1      | FC Gillingham          |
| 13. September 1966 | FC Brentford            | 2:4      | Ipswich Town           |
| 13. September 1966 | Bristol City            | 1:1      | Swansea Town           |
| 13. September 1966 | Coventry City           | 2:1      | Derby County           |
| 13. September 1966 | FC Fulham               | 2:0      | Crystal Palace         |
| 13. September 1966 | Leeds United            | 1:0      | Newcastle United       |
| 13. September 1966 | Nottingham Forest       | 1:1      | Birmingham City        |
| 13. September 1966 | Swindon Town            | 4:1      | FC Portsmouth          |
| 13. September 1966 | FC Walsall              | 2:1      | Stoke City             |
| 13. September 1966 | Wolverhampton Wanderers | 2:1      | Mansfield Town         |
| 13. September 1966 | York City               | 3:1      | FC Chesterfield        |
| 14. September 1966 | FC Aldershot            | 1:1      | Queens Park Rangers    |
| 14. September 1966 | Blackburn Rovers        | 4:1      | AFC Barrow             |
| 14. September 1966 | FC Blackpool            | 5:1      | Manchester United      |
| 14. September 1966 | Bradford Park Avenue    | 0:0      | Grimsby Town           |
| 14. September 1966 | FC Bury                 | 2:3      | AFC Workington         |
| 14. September 1966 | Cardiff City            | 0:1      | Exeter City            |
| 14. September 1966 | Carlisle United         | 1:1      | Tranmere Rovers        |
| 14. September 1966 | FC Chelsea              | 5:2      | Charlton Athletic      |
| 14. September 1966 | FC Darlington           | 1:1      | Doncaster Rovers       |
| 14. September 1966 | Leicester City          | 5:0      | FC Reading             |
| 14. September 1966 | Lincoln City            | 2:1      | Huddersfield Town      |
| 14. September 1966 | Manchester City         | 3:1      | Bolton Wanderers       |
| 14. September 1966 | Northampton Town        | 2:2      | Peterborough United    |
| 14. September 1966 | Norwich City            | 0:1      | Brighton & Hove Albion |
| 14. September 1966 | Preston North End       | 2:0      | Crewe Alexandra        |
| 14. September 1966 | Sheffield Wednesday     | 0:1      | Rotherham United       |
| 14. September 1966 | Shrewsbury Town         | 1:1      | FC Burnley             |
| 14. September 1966 | FC Southampton          | 4:3      | Plymouth Argyle        |
| 14. September 1966 | AFC Sunderland          | 1:1      | Sheffield United       |
| 14. September 1966 | West Bromwich Albion    | 6:1      | Aston Villa            |
| 14. September 1966 | West Ham United         | 1:0      | Tottenham Hotspur      |

#### Wiederholungsspiele
| Datum              |                     | Ergebnis |                      |
| ------------------ | ------------------- | -------- | -------------------- |
| 19. September 1966 | Doncaster Rovers    | 2:0      | FC Darlington        |
| 19. September 1966 | Swansea Town        | 2:1      | Bristol City         |
| 20. September 1966 | Birmingham City     | 2:1      | Nottingham Forest    |
| 20. September 1966 | Queens Park Rangers | 2:0      | FC Aldershot         |
| 20. September 1966 | Sheffield United    | 1:0      | AFC Sunderland       |
| 21. September 1966 | Grimsby Town        | 3:1      | Bradford Park Avenue |
| 21. September 1966 | Tranmere Rovers     | 0:2      | Carlisle United      |
| 22. September 1966 | FC Gillingham       | 1:1      | FC Arsenal           |
| 26. September 1966 | Peterborough United | 0:2      | Northampton Town     |
| 28. September 1966 | FC Arsenal          | 5:0      | FC Gillingham        |
| 29. September 1966 | FC Burnley          | 5:1      | Shrewsbury Town      |

### Dritte Runde
| Datum            |                        | Ergebnis |                         |
| ---------------- | ---------------------- | -------- | ----------------------- |
| 4. Oktober 1966  | Birmingham City        | 2:1      | Ipswich Town            |
| 4. Oktober 1966  | Doncaster Rovers       | 1:1      | Swindon Town            |
| 4. Oktober 1966  | Preston North End      | 1:1      | Leeds United            |
| 4. Oktober 1966  | York City              | 0:2      | Blackburn Rovers        |
| 5. Oktober 1966  | FC Arsenal             | 1:3      | West Ham United         |
| 5. Oktober 1966  | FC Blackpool           | 1:1      | FC Chelsea              |
| 5. Oktober 1966  | Brighton & Hove Albion | 1:1      | Coventry City           |
| 5. Oktober 1966  | Exeter City            | 1:2      | FC Walsall              |
| 5. Oktober 1966  | FC Fulham              | 5:1      | Wolverhampton Wanderers |
| 5. Oktober 1966  | Grimsby Town           | 3:0      | AFC Workington          |
| 5. Oktober 1966  | Leicester City         | 5:0      | Lincoln City            |
| 5. Oktober 1966  | Northampton Town       | 2:1      | Rotherham United        |
| 5. Oktober 1966  | FC Southampton         | 3:3      | Carlisle United         |
| 5. Oktober 1966  | Swansea Town           | 1:2      | Queens Park Rangers     |
| 5. Oktober 1966  | West Bromwich Albion   | 4:1      | Manchester City         |
| 12. Oktober 1966 | Sheffield United       | 2:0      | FC Burnley              |

#### Wiederholungsspiele
| Datum            |                 | Ergebnis |                        |
| ---------------- | --------------- | -------- | ---------------------- |
| 11. Oktober 1966 | Swindon Town    | 0:2      | Doncaster Rovers       |
| 12. Oktober 1966 | Carlisle United | 2:1      | FC Southampton         |
| 12. Oktober 1966 | Coventry City   | 4:3      | Brighton & Hove Albion |
| 12. Oktober 1966 | Leeds United    | 3:0      | Preston North End      |
| 17. Oktober 1966 | FC Chelsea      | 1:3      | FC Blackpool           |

### Vierte Runde
| Datum            |                        | Ergebnis |                      |
| ---------------- | ---------------------- | -------- | -------------------- |
| 25. Oktober 1966 | Queens Park Rangers    | 4:2      | Leicester City       |
| 25. Oktober 1966 | Swindon Town           | 0:2      | West Bromwich Albion |
| 26. Oktober 1966 | Blackpool              | 4:2      | FC Fulham            |
| 26. Oktober 1966 | Brighton & Hove Albion | 1:1      | Northampton Town     |
| 26. Oktober 1966 | Carlisle United        | 4:0      | Blackburn Rovers     |
| 26. Oktober 1966 | Grimsby Town           | 2:4      | Birmingham City      |
| 26. Oktober 1966 | Sheffield United       | 2:1      | FC Walsall           |
| 7. November 1966 | West Ham United        | 7:0      | Leeds United         |

#### Wiederholungsspiel
| Datum            |                  | Ergebnis |                        |
| ---------------- | ---------------- | -------- | ---------------------- |
| 8. November 1966 | Northampton Town | 8:0      | Brighton & Hove Albion |

### Viertelfinale
| Datum            |                     | Ergebnis |                      |
| ---------------- | ------------------- | -------- | -------------------- |
| 7. Dezember 1966 | FC Blackpool        | 1:3      | West Ham United      |
| 7. Dezember 1966 | Northampton Town    | 1:3      | West Bromwich Albion |
| 7. Dezember 1966 | Queens Park Rangers | 2:1      | Carlisle United      |
| 7. Dezember 1966 | Sheffield United    | 2:3      | Birmingham City      |

### Halbfinale
Die Hinspiele wurden am 17. Januar 1967 und 18. Januar 1967, die Rückspiele am 7. Februar 1967 und 8. Februar 1967 ausgetragen.
|                      | Gesamt |                     | Hinspiel | Rückspiel |
| -------------------- | ------ | ------------------- | -------- | --------- |
| Birmingham City      | 2:7    | Queens Park Rangers | 1:4      | 1:3       |
| West Bromwich Albion | 6:2    | West Ham United     | 4:0      | 2:2       |

### Finale
| Queens Park Rangers                               | Queens Park Rangers | West Bromwich Albion | West Bromwich Albion | Aufstellung                                                |
| ------------------------------------------------- | --- | --- | -------------------- | ---------------------------------------------------------- |
| Queens Park Rangers                               | \| Finale \| \| Samstag, 4. März 1967 in London (Wembley-Stadion) \| \| Ergebnis: 3:2 (0:2) \| \| Zuschauer: 97.952 \| \| Schiedsrichter: Walter Crossley \| \| Spielbericht \| | \| Finale \| \| Samstag, 4. März 1967 in London (Wembley-Stadion) \| \| Ergebnis: 3:2 (0:2) \| \| Zuschauer: 97.952 \| \| Schiedsrichter: Walter Crossley \| \| Spielbericht \| | West Bromwich Albion | Aufstellung Queens Park Rangers gegen West Bromwich Albion |
| Queens Park Rangers                               | Peter Springett, Tony Hazell, Jim Langley, Mike Keen, Ron Hunt, Frank Sibley, Mark Lazarus, Keith Sanderson, Les Allen, Rodney Marsh, Roger Morgan Cheftrainer: Alec Stock      | Dick Sheppard, Bobby Cram, Graham Williams, Ian Collard, Dennis Clarke, Doug Fraser, Tony Brown, Jeff Astle, John Kaye, Bobby Hope, Clive Clark Cheftrainer: Jimmy Hagan        | West Bromwich Albion | Aufstellung Queens Park Rangers gegen West Bromwich Albion |
| Queens Park Rangers                               | 1:2 Roger Morgan (63.) 2:2 Rodney Marsh (75.) 3:2 Mark Lazarus (81.) | 0:1 Clive Clark (7.) 0:2 Clive Clark (36.) | West Bromwich Albion | Aufstellung Queens Park Rangers gegen West Bromwich Albion |
| Finale                                            | | |                      |                                                            |
| Samstag, 4. März 1967 in London (Wembley-Stadion) | | |                      |                                                            |
| Ergebnis: 3:2 (0:2)                               | | |                      |                                                            |
| Zuschauer: 97.952                                 | | |                      |                                                            |
| Schiedsrichter: Walter Crossley                   | | |                      |                                                            |
| Spielbericht                                      | | |                      |                                                            |